# Frans Cuyck van Myerop

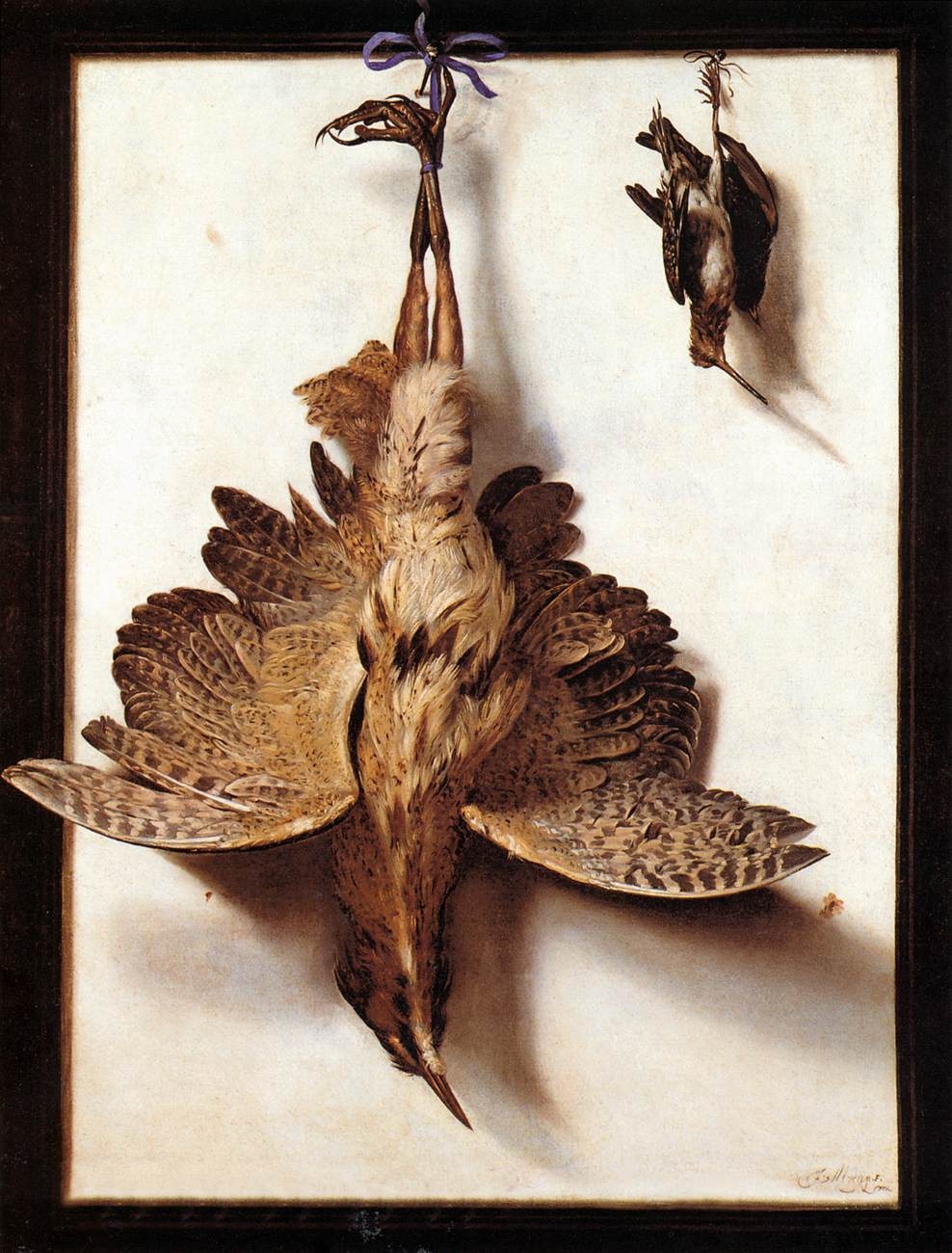
Stilleven met gevogelte

Frans Cuyck van Myerop (Brugge, ca. 1640 - Gent, 1689) was een Vlaams schilder uit de barokperiode.

## Biografie
Frans Cuyck van Myerop werd in 1665 werd lid van de Sint-Lucasgilde in Gent. Hij was er deken van 1679 tot 1685. Hij was vooral een schilder van stillevens (waaronder jachtstillevens, trompe-l'oeilstillevens, vruchtenstilleven en visstillevens) en groepsportretten. Hij ondertekende zijn werken met het monogram FVM.
Robert van Audenaerde was een leerling van hem.